# Station Tanabe
Station Tanabe (田辺駅,  Tanabe-eki) is een metrostation in de wijk Higashi-Sumiyoshi-ku in Osaka, Japan. Het wordt aangedaan door de Tanimachi-lijn.

## Treindienst

### Tanimachi-lijn(stationsnummer T30)
| 1 | ■ Tanimachi-lijn | richting Yao-Minami                                     |
| 2 | ■ Tanimachi-lijn | richting Tennōji, Higashi-Umeda, Miyakojima en Dainichi |

## Geschiedenis
Het station werd in 1980 geopend.

## Overig openbaar vervoer
Bus 26

## Stationsomgeving
- Momogaike-park
- Autoweg 14
- Lawson

Dainichi · Moriguchi · Taishibashi-Imaichi · Sembayashi-Omiya · Sekime-Takadono · Noe-Uchindai · Miyakojima · Tenjimbashisuji Rokuchōme · Nakazakicho · Higashi-Umeda · Minami-Morimachi · Temmabashi · Tanimachi Yonchōme · Tanimachi Rokuchōme · Tanimachi Kyūchōme · Shitennōji-mae Yūhigaoka · Tennōji · Abeno · Fuminosato · Tanabe · Komagawa-Nakano · Hirano · Kire-Uriwari · Deto · Nagahara · Yao-Minami